# Liste der Länderspiele der taiwanischen Futsalnationalmannschaft der Frauen
Die nachfolgende Liste enthält alle Länderspiele der taiwanischen Futsalnationalmannschaft der Frauen, die der Fußballverband der Republik China, die Chinese Taipei Football Association (CTFA), im Jahr 2014 gegründet hat. Futsal ist die einzige von der FIFA anerkannte Variante des Hallenfußballs. Bisher wurden acht Länderspiele ausgetragen.
Aus politischen Gründen wird für die Republik China von der FIFA die vom IOC konstruierte Bezeichnung „Chinese Taipei“ (eingedeutscht „Chinesisch(es) Taipeh“) verwendet.

## Länderspielübersicht
Legende
- Erg. = Ergebnis
- n. V. = nach Verlängerung
- i. S. = im Sechsmeterschießen
- abg. = Spielabbruch
- H = Heimspiel
- A = Auswärtsspiel
- * = Spiel auf neutralem Platz
- Hintergrundfarbe grün = Sieg
- Hintergrundfarbe gelb = Unentschieden
- Hintergrundfarbe rot = Niederlage

| Nr.                    | Datum      | Erg. | Gegner      |   | Austragungsort                                   | Anlass                            | Bemerkungen |
| ---------------------- | ---------- | ---- | ----------- | - | ------------------------------------------------ | --------------------------------- | --- |
| 1                      | 20.12.2014 | 1:3  | Japan       | A | Kōbe (JPN), Green Arena                          | Freundschaftsspiel                | Erstes Auswärtsspiel Erste Niederlage Erste Auswärtsniederlage Erstes Länderspiel gegen Japan                                                 |
| 2                      | 14.07.2017 | 3:3  | Malaysia    | A | Shah Alam (MAS), Kompleks Sukan Negara Panasonic | Freundschaftsspiel                | Erstes Unentschieden Erstes Auswärtsunentschieden Höchstes Unentschieden Höchstes Auswärtsunentschieden Erstes Länderspiel gegen Malaysia     |
| 3                      | 15.07.2017 | 6:3  | Malaysia    | A | Shah Alam (MAS), Kompleks Sukan Negara Panasonic | Freundschaftsspiel                | Erster Sieg Erster Auswärtssieg Höchster Auswärtssieg                                                                                         |
| 4                      | 15.04.2018 | 4:0  | Macau       | H | Minxiong, WuFeng University Campus               | Freundschaftsspiel                | Erstes Heimspiel Erster Heimsieg Höchster Heimsieg Erstes Länderspiel gegen Macau                                                             |
| 5                      | 02.05.2018 | 0:1  | Vietnam     | * | Bangkok (THA), Bangkok Arena                     | Asienmeisterschaft 2018- Endrunde | Erstes Spiel auf neutralem Platz Erste Niederlage auf neutralem Platz Höchste Niederlage auf neutralem Platz Erstes Länderspiel gegen Vietnam |
| 6                      | 04.05.2018 | 4:2  | Malaysia    | * | Bangkok (THA), Bangkok Arena                     | Asienmeisterschaft 2018- Endrunde | Erster Sieg auf neutralem Platz |
| 7                      | 06.05.2018 | 6:1  | Bangladesch | * | Bangkok (THA), Indoor Stadium Huamark            | Asienmeisterschaft 2018- Endrunde | Höchster Sieg Höchster Sieg auf neutralem Platz Erstes Länderspiel gegen Bangladesch                                                          |
| 8                      | 09.05.2018 | 1:6  | Thailand    | A | Bangkok (THA), Indoor Stadium Huamark            | Asienmeisterschaft 2018- Endrunde | Höchste Niederlage Höchste Auswärtsniederlage Erstes Länderspiel gegen Thailand                                                               |
| Stand: 24. August 2018 |            |      |             |   |                                                  |                                   | |

## Statistik
In der Statistik werden nur die offiziellen Länderspiele berücksichtigt.
Legende
- Sp. = Spiele
- Sg. = Siege
- Uts. = Unentschieden
- Ndl. = Niederlagen
- Hintergrundfarbe grün = positive Bilanz
- Hintergrundfarbe gelb = ausgeglichene Bilanz
- Hintergrundfarbe rot = negative Bilanz

### Gegner
| Land        | Kontinentalverband | Sp. | Sg. | Uts. | Ndl. | Torverhältnis |
| ----------- | ------------------ | --- | --- | ---- | ---- | ------------- |
| Bangladesch | AFC                | 1   | 1   | 0    | 0    | 6:1           |
| Japan       | AFC                | 1   | 0   | 0    | 1    | 1:3           |
| Macau       | AFC                | 1   | 1   | 0    | 0    | 4:0           |
| Malaysia    | AFC                | 3   | 2   | 1    | 0    | 13:80         |
| Thailand    | AFC                | 1   | 0   | 0    | 1    | 1:6           |
| Vietnam     | AFC                | 1   | 0   | 0    | 1    | 0:1           |
| Gesamt      | Gesamt             | 8   | 4   | 1    | 3    | 25:19         |

### Kontinentalverbände
| Kontinentalverband                 | Sp. | Sg. | Uts. | Ndl. | Torverhältnis |
| ---------------------------------- | --- | --- | ---- | ---- | ------------- |
| AFC (Asien)                        | 8   | 4   | 1    | 3    | 25:19         |
| CAF (Afrika)                       | 0   | 0   | 0    | 0    | 0:0           |
| CONCACAF (Nord- und Mittelamerika) | 0   | 0   | 0    | 0    | 0:0           |
| CONMEBOL (Südamerika)              | 0   | 0   | 0    | 0    | 0:0           |
| OFC (Ozeanien)                     | 0   | 0   | 0    | 0    | 0:0           |
| UEFA (Europa)                      | 0   | 0   | 0    | 0    | 0:0           |
| Gesamt                             | 8   | 4   | 1    | 3    | 25:19         |

### Anlässe
| Anlass                             | Sp. | Sg. | Uts. | Ndl. | Torverhältnis |
| ---------------------------------- | --- | --- | ---- | ---- | ------------- |
| Asienmeisterschaft-Endrundenspiele | 4   | 2   | 0    | 2    | 11:10         |
| Freundschaftsspiele                | 4   | 2   | 1    | 1    | 14:90         |
| Gesamt                             | 8   | 4   | 1    | 3    | 25:19         |

### Spielarten
| Spielart                       | Sp. | Sg. | Uts. | Ndl. | Torverhältnis |
| ------------------------------ | --- | --- | ---- | ---- | ------------- |
| Heimspiele (H)                 | 1   | 1   | 0    | 0    | 4:0           |
| Spiele auf neutralem Platz (*) | 3   | 2   | 0    | 1    | 10:40         |
| Auswärtsspiele (A)             | 4   | 1   | 1    | 2    | 11:15         |
| Gesamt                         | 8   | 4   | 1    | 3    | 25:19         |

### Austragungsorte
| Austragungsort | Land           | Sp. | Sg. | Uts. | Ndl. | Torverhältnis |
| -------------- | -------------- | --- | --- | ---- | ---- | ------------- |
| Bangkok        | Thailand       | 4   | 2   | 0    | 2    | 11:10         |
| Kōbe           | Japan          | 1   | 0   | 0    | 1    | 1:3           |
| Minxiong       | Republik China | 1   | 1   | 0    | 0    | 4:0           |
| Shah Alam      | Malaysia       | 2   | 1   | 1    | 0    | 9:6           |
| Gesamt         | Gesamt         | 8   | 4   | 1    | 3    | 25:19         |

### Spielergebnisse
|      | Gegentore | Gegentore | Gegentore | Gegentore | Gegentore | Gegentore | Gegentore |
| Tore | 0         | 1         | 2         | 3         | 4         | 5         | 6         |
| ---- | --------- | --------- | --------- | --------- | --------- | --------- | --------- |
| 0    | -         | 1         | -         | -         | -         | -         | -         |
| 1    | -         | -         | -         | 1         | -         | -         | 1         |
| 2    | -         | -         | -         | -         | -         | -         | -         |
| 3    | -         | -         | -         | 1         | -         | -         | -         |
| 4    | 1         | -         | 1         | -         | -         | -         | -         |
| 5    | -         | -         | -         | -         | -         | -         | -         |
| 6    | -         | 1         | -         | 1         | -         | -         | -         |